# Audru
Audru (deutsch: Audern) ist eine ehemalige Landgemeinde im estnischen Kreis Pärnu mit einer Fläche von 379 km². Sie hatte 5497 Einwohner (Stand: 1. Januar 2009). Seit 2017 ist Audru Teil der Stadtgemeinde Pärnu.
Audru lag etwa 6 km von Pärnu entfernt an der Ostsee. Neben dem Ort Audru gehörten zur Landgemeinde die Dörfer Ahaste, Aruvälja, Eassalu, Jõõpre, Kabriste, Kihlepa, Kõima, Kärbu, Lemmetsa, Liiva, Lindi, Liu, Malda, Marksa, Oara, Papsaare, Põhara, Põldeotsa, Ridalepa, Saari, Saulepa, Soeva, Soomra, Tuuraste und Valgeranna.

## Söhne und Töchter der Gemeinde
- Aleksander Saebelmann-Kunileid (1845–1875), estnischer Komponist
- Adolf Pilar von Pilchau (1851–1925), deutschbaltischer Politiker